# باول بيتر راو
باول بيتر راو (بالإنجليزية: Paul Peter Rao)‏ هو قاضي أمريكي، ولد في 15 يونيو 1899 في بريتسي في إيطاليا، وتوفي في 30 نوفمبر 1988 في نيويورك في الولايات المتحدة.